# Ludín Lugo Martínez
Ludín Lugo Martínez (San Pedro de Macorís, República Dominicana, 2 de julio de 1916) fue poeta, novelista, educadora, historiadora y filántropa que dedicó los últimos años de su vida al rescate de la adolescencia desamparada de su pueblo. Nombrada por quienes la rodeaban como “Mamá Ludín”.

## Vida
Nació el 2 de julio de 1916 en República Dominicana. Hija de Dolores Lugo Zambrano y Aurelio Lugo Acosta, llegados desde Puerto Rico, en 1912 a trabajar en las colonias cañeras de Macorís. Cursó sus estudios Primarios y secundarios en su pueblo natal donde se recibió de bachiller en filosofía y letras. Posteriormente se graduó de maestra normal del instituto de señoritas Salome Ureña de Henríquez en Santo Domingo, lo que le permitió, más tarde, desempeñarse como profesora de literatura a nivel medio y secundario por 35 años en la escuela normal y en el liceo secundario José Joaquín Pérez, ambos de San Pedro de Macorís.
De 1939 a 1941 fue maestra en el colegio Santo Tomás de Aquino, de Santo Domingo, que dirigía Parmenio Troncoso. Impartió docencia en el Ingenio Consuelo y en la escuela “José Trujillo Valdez”, hoy “Federico A. Bermúdez”, y dirigió la Escuela Normal Secundaria y la anexa, e impartía pedagogía y literatura en el colegio Cristo Rey. En 1959 llegó a ser directora del liceo público Gastón Fernando Deligne.
Desde niña sintió inclinación por la poesía y ganó varios premios literarios dentro y fuera de su país. Mujer de las letras regionales y nacionales que incursionó con éxitos en varios géneros de la literatura, representando San Pedro de Macorís.
En 1945 se casó con Ricardo Andrés Martínez Brugal, quienes procrearon dos hija, Ingrid de las Mercedes y Ludín Margarita (Margot).

## Sus obras
Los primeros poemas los compuso en Monte Coca, un campo del ingenio Consuelo, cuando sus padres la retornaron a San Pedro de Macorís después de tres años de estudios en el Colegio de Mayagüez y en la escuela Longfellow, de San Germán, en Puerto Rico.
Ludí Lugo publicó cuentos, novelas y soneto pero sus obras más destacadas son:
La novelas “El Caballero de la Ciudad”, la cual fue premiada por la Universidad Central del Este y por el ayuntamiento local, y Canoa de falso Piso”.
En ambas novelas la poeta resalta la problemática histórica social que ha atravesado San pedro de Macorís, a lo largo de la literatura, como provincia.
También se les conocen:
- “Poemas del alma”.
- “Ensayo de la vida en un cañaveral” ,que escribió a los 14 años, describiendo conflictos sociales en los ingenios.

Entre sus cuentos están:
- “El traje blanco de María Martha”.
- “Mundito”.
- “Manolito en el carnaval de La Vega”.

Algunos han sido reproducidos en Puerto Rico, de donde eran los padres de Ludín. Falleció el 14 de junio del 2007 a la edad de 91 años en el hospital Oncológico de la Universidad Central del Este donde estaba internada.

## Homenaje
La calle. La calle “Ludín Lugo” es la antigua “K-Sur” del sector La Castellana, designada por ordenanza del Ayuntamiento del 19 de septiembre de 2017.
El 2 de julio de 2016 se efectuó un acto lírico cultural en la Cámara de Comercio de República Dominicana, entre otras actividades culturales a lo largo de todo el día al conmemorarse el centenario de Ludín Lugo viuda de Martínez.